# Общие факторы транскрипции

Транскрипционные факторы эукариотической клетки. В средней части выше промотора розовым цветом выделены общие факторы транскрипции

О́бщие фа́кторы транскри́пции (англ. general transcription factors, GTFs, basal transcriptional factors) — класс белковых транскрипционных факторов, которые помогают правильно располагать РНК-полимеразу II эукариот на промоторе, а также содействуют разделению двух цепей ДНК, чтобы обеспечить возможность начала транскрипции в этом месте, и способствуют освобождению РНК-полимеразы от промотора при переходе от инициации транскрипции к элонгации транскрипции. Название «общие» связано с тем, что они требуются для работы почти всех промоторов, используемых РНК-полимеразой II. Кроме того, GTFs взаимодействуют с медиатором — одним из ключевых элементов транскрипционного аппарата, необходимым для правильного взаимодействия с РНК-полимеразой II активаторных белков и GTFs. Общие транскрипционные факторы обозначаются TFII (от англ. — фактор транскрипции РНК полимеразы II). К числу GTFs относят TFIIA, TFIIB, TFIID, TFIIE, TFIIG, TFIIH.
GTFs эукариот выполняют функции, аналогичные функциям σ-фактора бактерий, кроме того, части TFIIH имеют ту же трёхмерную структуру, что и аналогичные части σ-фактора.

## Сборка комплекса инициации транскрипции

Комплекс инициации транскрипции

Общие факторы собираются на промоторе РНК-полимеразы II в преинициаторный комплекс (комплекс инициации транскрипции, англ. transcription initiation complex) следующим образом. Промотор РНК-полимеразы II обычно имеет особую последовательность, называемую ТАТА-боксом, которая находится на расстоянии 25 нуклеотидов от сайта инициации транскрипции. Фактор TFIID распознаёт и связывает ТАТА-бокс через свою субъединицу TBP, после чего рядом с ним с ДНК связывается TFIIB. TFIID сильно искажает трёхмерную структуру ДНК в области ТАТА-бокса, и это искажение, вероятно, служит механическим ориентиром для определения положения активного промотора. После этого к промотору присоединяются остальные общие факторы транскрипции и сама РНК-полимераза II, образуя полноценный комплекс инициации транскрипции. Далее TFIIH с использованием АТФ разъединяет две цепи ДНК в точке начала транскрипции, попутно выставляя наружу матричную цепь. Он также содержит субъединицу с протеинкиназной активностью, которая фосфорилирует РНК-полимеразу II, в результате чего её конформация меняется так, что она освобождается от GTFs и приступает к элонгации. Фосфорилирование РНК-полимеразы II осуществляется по С-концевому домену, состоящему из 52 тандемных 7-аминокислотных повторов; фосфорилируется 5-й остаток серина в каждом повторе. После отделения РНК-полимеразы II от ДНК факторы транскрипции также отделяются от ДНК.
Приведённая выше последовательность связывания наблюдается в условиях in vitro; in vivo порядок сборки общих факторов транскрипции на промоторе может изменяться от гена к гену.

## Функции
В таблице ниже перечислены функции общих факторов транскрипции.
| Название                              | Количество субъединиц | Функции |
| ------------------------------------- | --------------------- | --- |
| TFIID TBP-субъединица TAF-субъединицы | 1 ~11                 | Распознаёт ТАТА-бокс Распознают другие последовательности ДНК вокруг сайта начала транскрипции, регулируют связывание ДНК при помощи TBP |
| TFIIA                                 | 2                     | Взаимодействует с субъединицей TBP TFIID и участвует в связывании TBP с ТАТА-боксом                                                      |
| TFIIB                                 | 1                     | Распознаёт элемент BRE в промоторах, точно ориентирует РНК-полимеразу II в точке начала транскрипции                                     |
| TFIIF                                 | 3                     | Стабилизирует взаимодействие РНК-полимеразы с TBP и TFIIB, способствует связыванию с TFIIE и TFIIH                                       |
| TFIIE                                 | 2                     | Рекрутирует и регулирует TFIIH |
| TFIIH                                 | 9                     | Расплетает ДНК в сайте начала транскрипции, фосфорилирует РНК-полимеразу II и высвобождает её с промотора                                |